# Bourgeois de Bruxelles

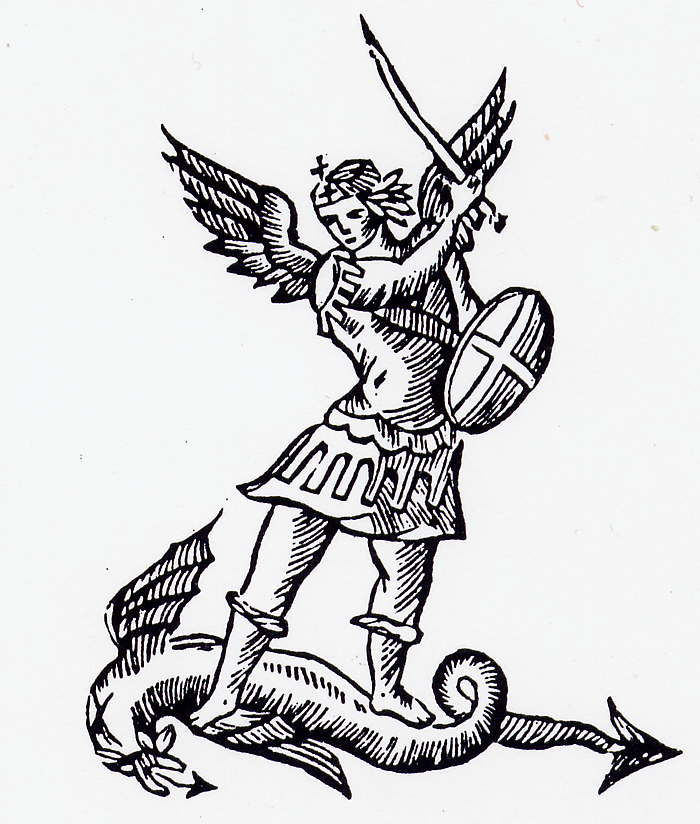
Saint Michel, emblème séculaire de Bruxelles.

À Bruxelles, jusqu'à l'occupation française, et la mise en application du décret d'Allarde et des lois Le Chapelier, des 14 et 17 juin 1791, sanctionnées par le roi Louis XVI, supprimant le privilège des corporations et instaurant la liberté des activités commerciales et industrielles dans tout le royaume de France puis tout le territoire de la République Française, il faut avoir la qualité de Bourgeois (en néerlandais poorter van Brussel, borger van Brussel; en français citoyen de Bruxelles ou bourgeois de Bruxelles ; en latin civis Bruxellensis ou oppidanus Bruxellensis) pour pouvoir non seulement y exercer des droits politiques, mais également pour pouvoir y pratiquer un métier et faire partie des Corporations ou Nations.
Ce statut privilégié de bourgeois existait dans toutes les villes européennes.
La qualité de Lignager donnait droit gratuitement à la bourgeoisie de Bruxelles. La Coutume de Bruxelles, telle qu'elle fut codifiée en 1570, prévoyait en ses articles 206 et suivants les conditions d'admission à la bourgeoisie de la ville.

## Historique dans les Pays-Bas méridionaux
L’origine de la plupart des privilèges accordés aux Bourgeois des villes se perd dans la nuit des temps. À Louvain, il résulte d’une charte de 1211 accordée par Henri Ier, duc de Brabant, qu’à cette époque ils étaient déjà anciens. Ce privilège de bourgeoisie devint payant au fil du temps. À Anvers, déjà en 1298, une charte donna à la ville le privilège de n’accorder le droit de bourgeoisie qu’à ceux qui payeraient 20 sols de Louvain. À Bruxelles, un règlement du magistrat du mois de mai 1339 dispose que celui qui obtiendra la bourgeoisie de Bruxelles devra payer deux florins de Florence. Pour les bourgeois forains de la ville de Bruxelles, un règlement de 1377 cerne également les contours du droit à payer.
Cette institution juridique qu'est la bourgeoisie des villes fut supprimée lors de l'occupation française des Pays-Bas méridionaux à la suite de la mise en application du décret d'Allarde et des lois Le Chapelier, des 14 et 17 juin 1791, sanctionnées par le roi Louis XVI, supprimant le privilège des corporations et instaurant la liberté des activités commerciales et industrielles dans tout le royaume de France puis tout le territoire de la  République française.
À Bruxelles, les bourgeois furent reçus jusqu’au 27 juillet 1795 et la ville délivra des quittances des droits payés par les bourgeois jusqu’au 23 septembre 1795.

## Qualité de bourgeois
Les habitants non bourgeois, appelés inhabitants ou en néerlandais ingesetene, n'ont aucun de ces droits politiques, mais ils n'en sont pas moins placés sous la protection des lois communales, et peuvent faire appel à la justice urbaine, ainsi qu'acheter des biens immobiliers. La qualité de bourgeois, qui impliquait un serment, était considérée comme un gage de fidélité à la ville et à la communauté urbaine.
À Bruxelles, les bourgeois étaient appelés « poorters », nom donné aux citoyens de villes importantes dites villes murées (voir : Délices des Pays-Bas). Ce mot dérive du mot néerlandais tombé en désuétude poorte, ville ou lieu fermé de murailles, comme les imposantes maisons de pierre que les riches bourgeois des Lignages de Bruxelles habitaient au début de l'existence de la ville, et auxquelles on donnait également le nom de « poorte » ou « porta » en latin, et dont le synonyme était « herberg » ou « hostel » et qu'on appelle aussi les steen. Chacune de ces « poorte » avait un nom, par exemple : « Poorte van den Galoyse », « Poorte van Coeckelberg », « de Gouden Poorte », « Priemspooerte », la « Raempoorte » (à Overmolen), la « porta des t'Serclaes » dit « le Palais », la « Slozenpoorte » (au Sablon), la « Poorte van de Tafelronde » ou la « Poorte van Vianen ».
La domonymie de Bruxelles étant très riche et variée.
La qualité de bourgeois, c'est-à-dire de citoyen d'une ville y disposant des droits politiques en opposition aux simple habitants, forme la base de l'organisation urbaine des villes. Le système urbain en Europe remonte pour beaucoup de villes encore existantes actuellement à l'Antiquité gréco-latine, d'autres ont été fondées vers l'an mil moment de la renaissance urbaine. Le système de la civilisation urbaine s'est développé parallèlement à la civilisation rurale plongeant ses racines dans l'époque néolithique.

### Prérogatives de la bourgeoisie de Bruxelles
Ci-après suivent les prérogatives des bourgeois de Bruxelles, telles qu'elles sont énumérées par le juriste Jean-François van Halen en 1750 :
- Seuls les bourgeois de Bruxelles, que ce soit par naissance ou par achat, sont admissibles aux métiers de la Ville, exception faite de celui des bouchers qui est un métier fermé[15]. Cependant, pour pouvoir être nommé doyen d'un métier ou d'une gilde ou à un office de la Ville, il faut en outre être né en Brabant et de naissance légitime,
- Les bourgeois de Bruxelles ne sont pas redevables des tonlieux dans tout le Brabant,
- Les bourgeois de Bruxelles jouissent de la franchise de droit de porte et de chaussée lorsqu'ils viennent avec leurs voitures de la campagne et jouissent également de la franchise de barrière à la chaussée de La Hulpe,
- Les bourgeois de Bruxelles sont exempts du droit de louche au Marché aux Grains s'ils cultivent leur terre à l'intérieur de la ville ou dans la cuve de Bruxelles[16],
- Les bourgeois de Bruxelles ne peuvent être arrêtés nulle part dans les campagnes et villes du Brabant. Ils ne peuvent être attraits en justice que devant le Magistrat de Bruxelles.

Par ailleurs, si à l'origine à Bruxelles, seul le port d'une arme dissimulée était interdit, le Magistrat de Bruxelles limita le droit au port d'armes par un règlement de 1342, renouvelé en 1348. Par cette nouvelle disposition, seuls les bourgeois et les résidents de longue date pouvaient, avec l'autorisation des échevins (nécessairement lignagers) et de l'amman, s'armer dans la ville. Les bourgeois avaient le privilège de pouvoir s'armer d'un grand coutelas ou d'une épée, ce droit étant toutefois étendu à certains non-bourgeois qu'étaient les habitants fortunés ainsi que les serviteurs des gens de bonne réputation. Dès 1421, le privilège du port d'armes fut limité aux seuls bourgeois de Bruxelles, qu'ils soient résidents ou forains, et cela non seulement dans la ville de Bruxelles mais également dans toute l'ammanie. Ce privilège fut confirmé en 1477 et dans une ordonnance d'avril 1481. Le droit au port d'arme autorisait les bourgeois à s'en servir, non seulement en cas de légitime défense mais également par droit de vengeance. Ainsi, par exemple, depuis 1375, le droit de vengeance pouvait s'exercer contre le ravisseur d'une mineure ou des complices de celui-ci, par la famille de cette dernière. Ce droit fut étendu en 1414 à la protection des biens des Bruxellois, situés dans le plat pays, ou encore, pour le maintien de l'ordre à Bruxelles grâce à ses bourgeois, pour tuer sur place tout malfaiteur résistant à son arrestation.

## Abolition par l'Occupant français
Dans les Pays-Bas autrichiens soumis à l'occupation française, la loi a définitivement supprimé les différences de statut entre villes et campagne et a aboli la qualité de bourgeois ou citoyen d'une ville. Dans d'autres parties de l'Europe, comme actuellement en Suisse (bourgeoisie Suisse), ce système a perduré. En Allemagne il a lentement été aboli et seulement Hambourg et Brême ont gardé la désignation hanséatique de freie Stadt datant de l'époque où elles furent des villes libre du Saint Empire.

## Quelques familles admises à la bourgeoisie de Bruxelles
Voici une liste chronologique de familles admises à la bourgeoises de Bruxelles avec leur date d'admission et le Lignage (Sleeus, Sweerts, Serhuyghs, Steenweeghs, Coudenbergh, Serroelofs et/ou Roodenbeke), certaines des familles citées sont encore existantes.

### Moyen Âge
- 1150, environ,  famille van der Noot, (lignages Sweerts, Steenweeghs, Roodenbeke)

### XVesiècle
- 1447, environ,  famille Leyniers (lignages Coudenbergh, Sweerts et Sleeus).
- 1452, environ,  famille d'Arschot, puis van Schoonhoven, puis d'Arschot-Schoonhoven (lignage t'Serroelofs)
- 1458, 11 janvier,  famille van Droogenbroeck (lignage Sweerts)
- 1458, 9 août, famille van Cotthem (lignage Sweerts)
- 1460, environ,  famille (de) Meeûs, (lignages Sweerts et Sleeus)
- 1461, environ, famille Devadder ou de Vaddere.
- 1487, 9 juillet, famille Aelbrechts dit de Borsere (lignage de Roodenbeke)
- 1488, 9 mai, famille van Droogenbroeck (lignage de Roodenbeke, grâce à leur ascendance maternelle de van Nuwenhove). Comme preuve historique on dispose exceptionnellement du texte complet de l'admission : Bibliothèque Royale, manuscrit II-6490 fol.387, ainsi que les rapports du conseil du lignage de Roodenbeke ca.1500, qui indiquent la position dominante des van Droogenbroeck comme swerte (leader) du Lignage de Roodenbeke.
- 1489, environ,  famille t'Kint, puis t'Kint de Roodenbeke, (Arnoud T'Kint °1464/+1549, admis au lignage Roodenbeke le 22-8-1489, grâce à son ascendance maternelle Van der Meeren, (F V Goethals: Miroir des Not. Nobiliaires de Belg. 1857, tome 1, p. 242) et (les lignages de Bruxelles: décembre 1990 no 123-124), même jour que l'application comme Bourgeois de Bruxelles).
- 1490, environ, famille Jambers.
- 1490, 4 décembre, famille Ranspoet (lignage de Roodenbeke):
- 1492, 27 juin, famille O(l)brechts dit de Vos (lignage de Roodenbeke):
- 1498, 6 avril, famille Moyensoen (lignage de Roodenbeke):

### XVIesiècle
- 1501, environ,  famille de Lens (également Bourgeois de Paris, établie à Paris sous Louis XIV comme orfèvre de Monsieur frère du Roi).
- 1543,   famille van Volxem (lignage Serhuyghs) (établie à Trèves en Allemagne fin XVIIIe siècle)
- 1590, environ, famille Damiens (lignage Sweerts).
- 1590, environ, famille de Walsche (lignage Coudenberg).
- 1591, environ, famille Robyns, puis Robyns de Schneidauer (lignage Sleeus).

### XVIIesiècle
- 1601, environ,  famille van der Borcht (lignages Sweerts et Sleeuws).
- 1608-1609, famille van Berchem.
- 1611-1612, famille Roberti.
- 1617-1618,  famille van Dievoet (lignages Sweerts, Serhuyghs, t'Serroelofs, Coudenbergh, et Steenweeghs)[22] (également Bourgeois de Paris jusqu'en 1802, où la famille fut dite Vandive).
- 1619-1620, famille van der Belen (lignage Sweerts).
- 1623-1624, famille Maskens. (lignage Serhuygs) (lire: Robert Maskens, Bourgeois de Bruxelles : petite histoire d'ancêtres sans histoires, Bruxelles, 1988).
- 1626-1627,  famille de Viron (lignage Sweerts).
- 1633-1634,  famille Dansaert (éteinte)
- 1637 et 1655, famille Blondeau.
- 1649, 3 juillet,  famille Orts (lignage Sweerts).
- 1655, 12 janvier, famille Blondeau.
- 1668, famille de Burbure.
- 1683, 20 janvier, famille Deudon.
- 1696, 22 mars,   famille Poot ou  famille Poot Baudier (lignage Sweerts).
- 1698, environ, famille Heyvaert.

### XVIIIesiècle
- 1707, 12 octobre, famille Drugman.
- 1711, 7 janvier, famille de Meurs.
- 1712, 14 juin, famille Demeure.
- 1711, 3 juin, famille Brinck (Famille émigrée au Canada) (lignage Serhuyghs).
- 1729, 29 janvier, famille Fanuel (actuellement lignage Sweerts).
- 1733, 22 septembre, famille Cattoir.
- 1741, 21 juin, famille de Reus (lignage Serhuyghs).
- 1745, 10 février, famille Picqué.
- 1752, 24 février, famille Triest (lignage Sleeus).
- 1752, 29 mai, et 1755, 18 février  famille Allard.
- 1753, 10 mars, famille Stinglhamber (d'origine bavaroise).
- 1764, 16 juin, famille van Cutsem.
- 1766, 19 septembre, famille Walckiers (lignage Coudenbergh).
- 1767, 3 août, famille Marousé.
- 1768, 17 juin, famille Hap (lignage Serhuyghs).
- 1769, 14 juillet, famille Lequime
- 1776, 8 février, famille Héger, éteinte en 1933 avec la peintre Louise Héger.
- 1782, 8 avril,  famille Poelaert.
- 1783, 12 février, famille de Voghel (lignage Serhuyghs).
- 1785, 14 janvier, famille van Hoegaerden.
- 1786, 11 décembre,  famille van Hoorde.
- 1794, 27 mai,  famille Wittouck.
- 1794, 10 septembre, famille D'Ieteren.
- 1794, 22 septembre, famille Veldekens (lignage Serhuyghs).
- 1794, 16 décembre, famille Pitseys (Putseys).
- 1795, 7 janvier, famille Becquet.
- 1795, 29 janvier, famille Janlet.
- 1795, 9 mars, famille van Nuffel.
- 1795, 20 mai, famille Wielemans (lignage Coudenbergh).

## Pour approfondir